# K.K. Partizan 1959
Questa pagina raccoglie le informazioni riguardanti il Košarkaški klub Partizan nelle competizioni ufficiali della stagione 1959.

## Roster
| N° | Naz.                  | Ruolo | Sportivo              |  | Alt. |  |
| -- | --------------------- | ----- | --------------------- |  | ---- |  |
|    | Jugoslavia (bandiera) |       | Radovan Radović       |  |      |  |
|    | Jugoslavia (bandiera) |       | Miloš Bojović         |  |      |  |
|    | Jugoslavia (bandiera) |       | Borislav Ćurčić       |  |      |  |
|    | Jugoslavia (bandiera) |       | Đorđe Milojević       |  |      |  |
|    | Jugoslavia (bandiera) |       | Branko Damjanović     |  |      |  |
|    | Jugoslavia (bandiera) |       | Zvonimir Đurić        |  |      |  |
|    | Jugoslavia (bandiera) |       | Ljuba Mladenović      |  |      |  |
|    | Jugoslavia (bandiera) |       | Miodrag Petrović      |  |      |  |
|    | Jugoslavia (bandiera) |       | Milorad Đurić         |  |      |  |
|    | Jugoslavia (bandiera) |       | Đorđe Čolović         |  |      |  |
|    | Jugoslavia (bandiera) |       | Selimir Mehmetbegović |  |      |  |
|    | Jugoslavia (bandiera) |       | Radenko Perač         |  |      |  |
|    | Jugoslavia (bandiera) |       | Miroslav Protić       |  |      |  |
|    | Jugoslavia (bandiera) |       | Čepin                 |  |      |  |
|    | Jugoslavia (bandiera) | All.  | Aza Nikolić           |  |      |  |